# Сент-Мор-де-Турен (сир)
Сент-Мор-де-Турен (фр. Sainte-maure-de-touraine) — м'який французький сир з козячого молока, вкритий синювато-сірою скоринкою пухнастої цвілі. Виробляється у вигляді невеликого поліна, нанизаного на соломинку.

## Історія
Сент-Мор-де-Турен виробляють в історичній провінції Турень, що розташована в департаменті Ендр і Луара. Сир отримав свою назву від невеличкого містечка Сент-Мор-де-Турен. Згідно з легендою, французів його навчили робити полонені сарацини в VIII—IX століттях. У 1990 році сир отримав сертифікат AOC.

## Опис
Сир має форму циліндра діаметром 3–4 см з одного кінця і 4–5 см з іншого, довжиною 14–16 см і вагою 250–300 г. В голівці залишається житня соломинка, яка використовувалася при дозріванні для «вентиляції». На ній гравіруються дані виробника сиру. М'якоть має солонувато-кислуватий смак з горіховим ароматом. Жирність сиру — 45 %.

## Виготовлення
Сезон виробництва Сент-Мор-де-Турена триває з березня по листопад. Спочатку в молоко додають трохи молочного ферменту і витримують одну ніч. Щоб прискорити процес утворення сиру, додають трохи сичужної закваски. Після закінчення процесу кальє розкладають в циліндричні форми і дають стекти сироватці. Потім сир виймають з форми і протягують через нього житню соломинку. Вона підтримує форму сиру і служить вентиляційним отвором. На цьому етапі сир також посипають сумішшю солі і пилу деревного вугілля. 
Для дозрівання сир поміщають в прохолодне, добре вентильоване приміщення, в якому підтримується температура 11–15 °C і вологість 80–90 %. Завдяки таким умовам м'якоть і шкірка підсушується одночасно і не створюється перешкод для природного видалення сироватки.
Кожен день сир перевертають. Через 10 днів він покривається жовтуватою скоринкою, через три тижні на скоринці утворюється блакитний пушок цвілі. Через 6 тижнів скоринка стає зморшкуватою, а м'якоть — більш щільною і однорідною. 
Сир можна вживати вже через 10 днів дозрівання, коли він покривається скоринкою, — однак для того, щоб смак став пікантнішим, його продовжують витримувати до 6 тижнів.

## Споживання
Сент-Мор-де-Турен подають як аперитив або в кінці обіду. Вийнявши соломинку, сир нарізають на шматочки; скоринка не зрізається. Його також запікають, використовують для приготування тостів, різних салатів і десертів. 
До сиру подаються місцеві легкі сухі вина: білі Vouvray і Sancerre або молоде червоне Chinon. Він добре поєднується зі смаком свіжих ягід і фруктів. 

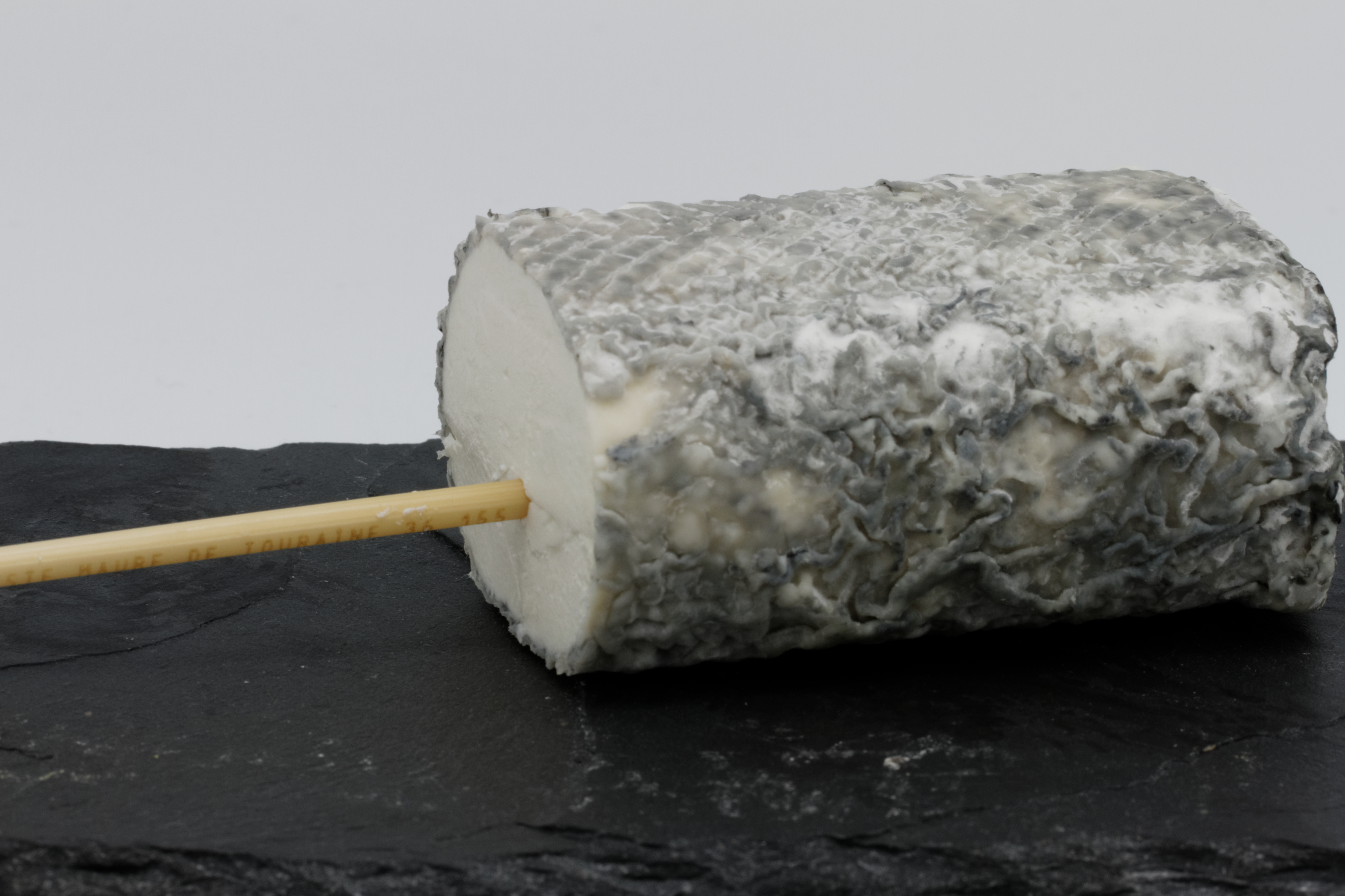
Сент-Мор-де-Турен, розрізаний навпіл
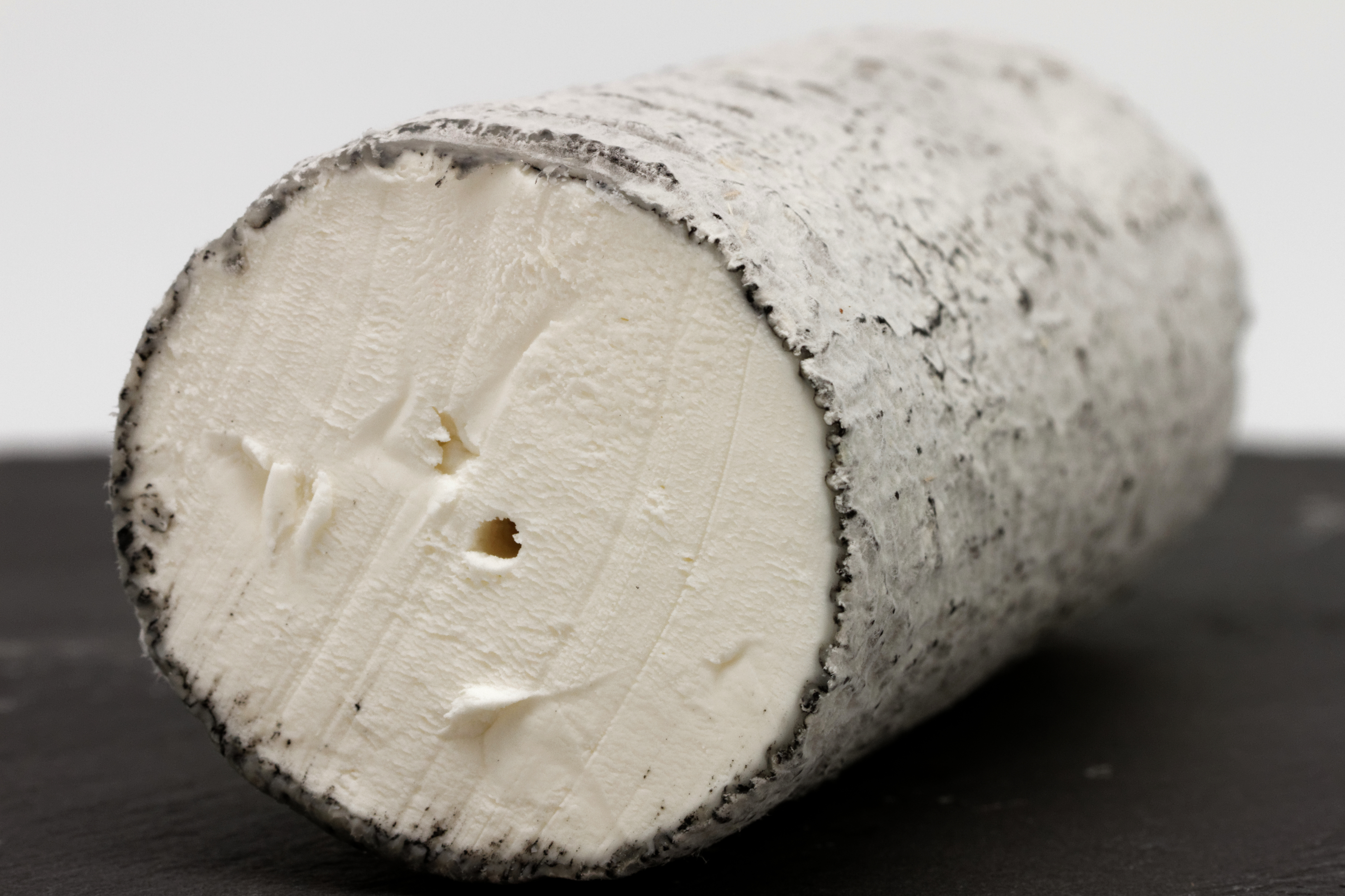
Блок сиру з витягнутою соломинкою
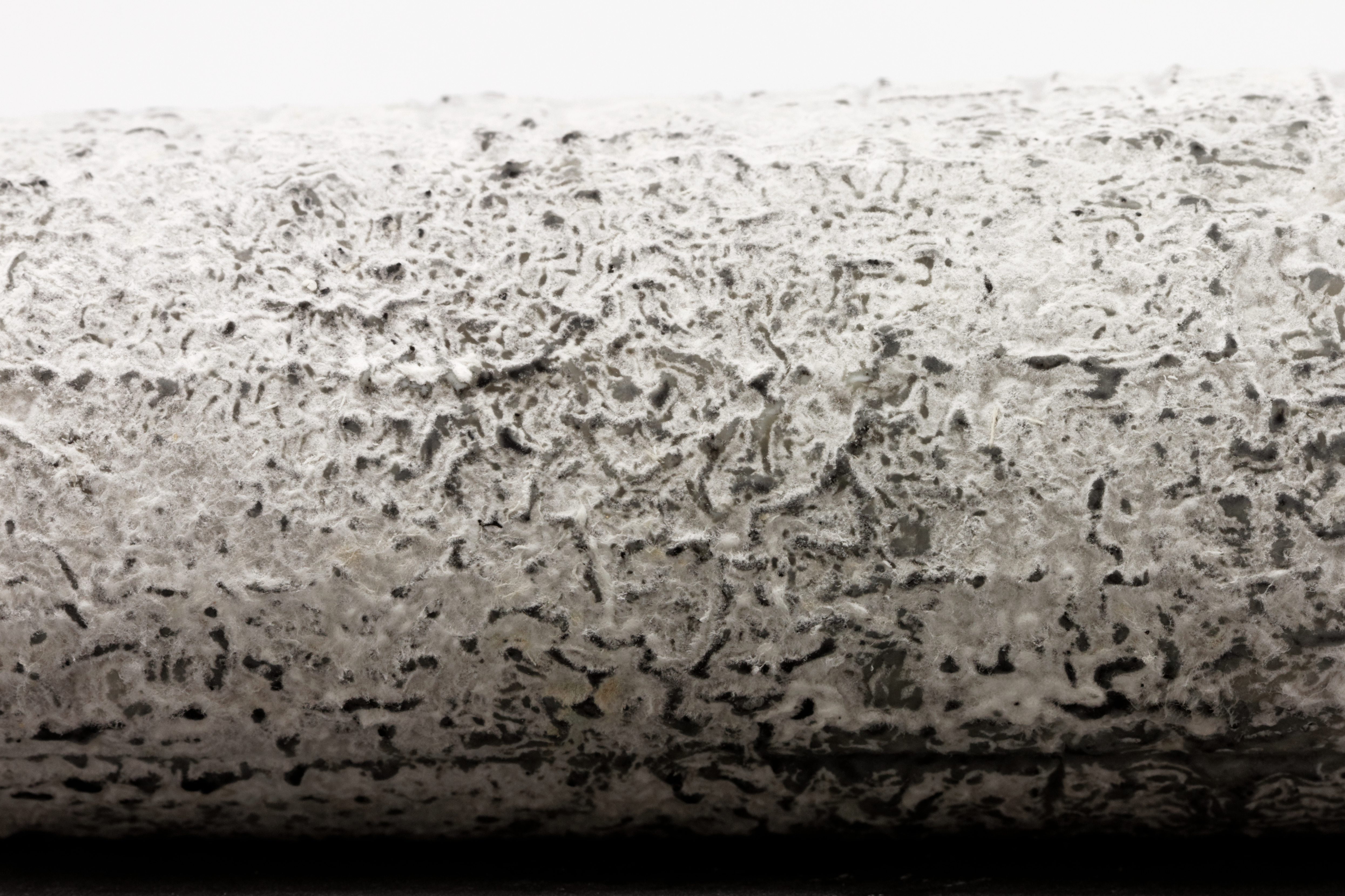
Скоринка цвілі
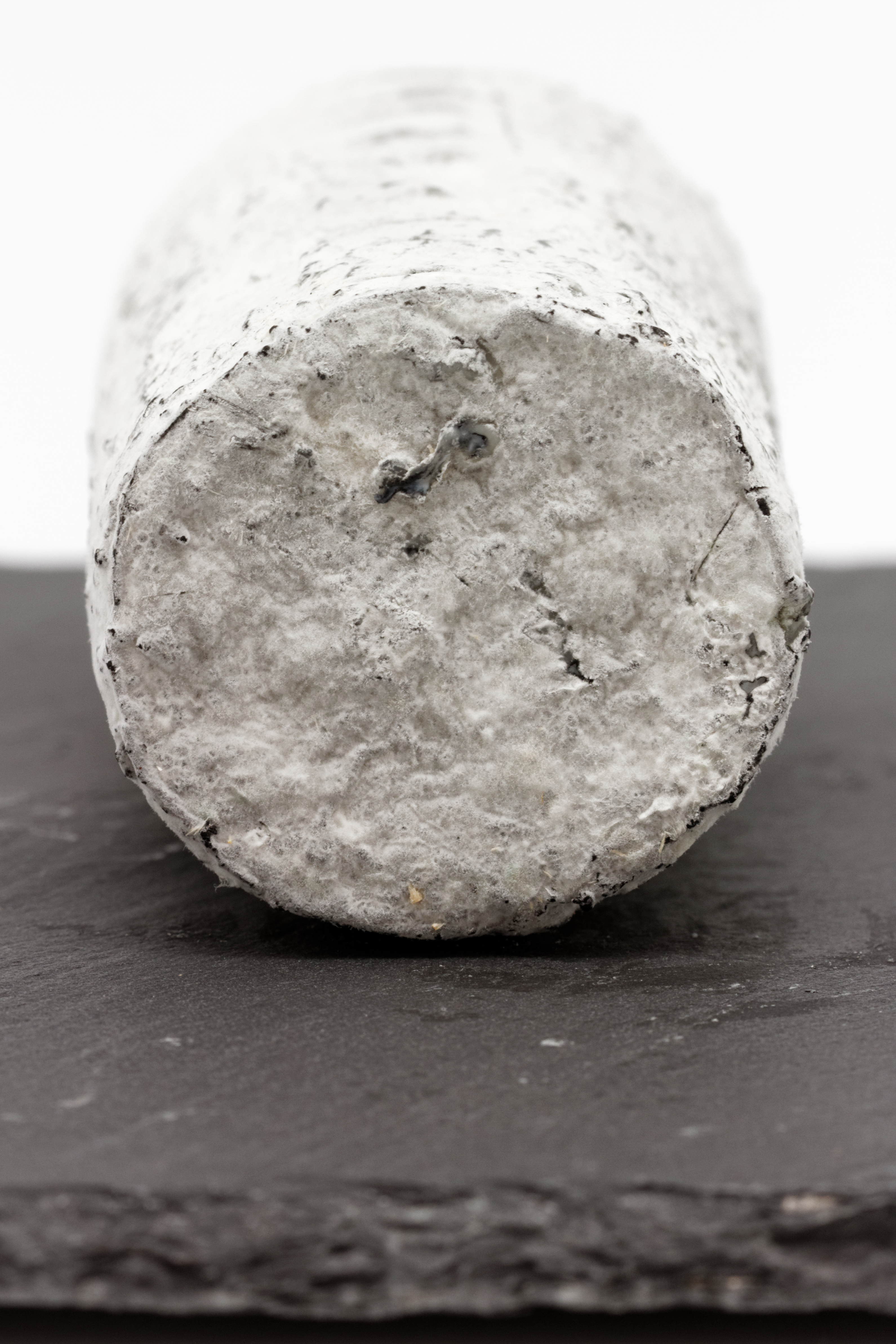
Основа сирного циліндра
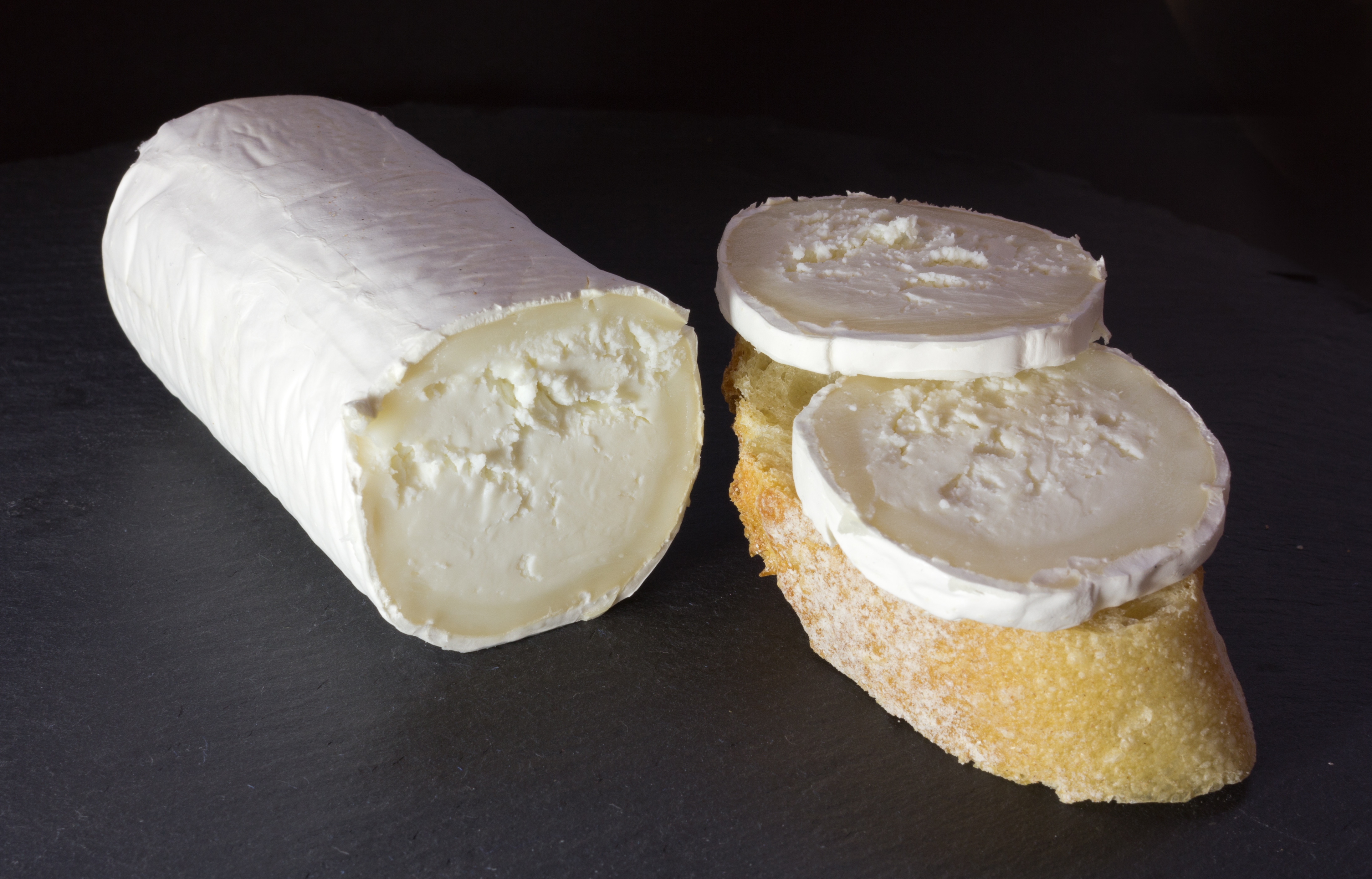
Нарізаний сир із булкою
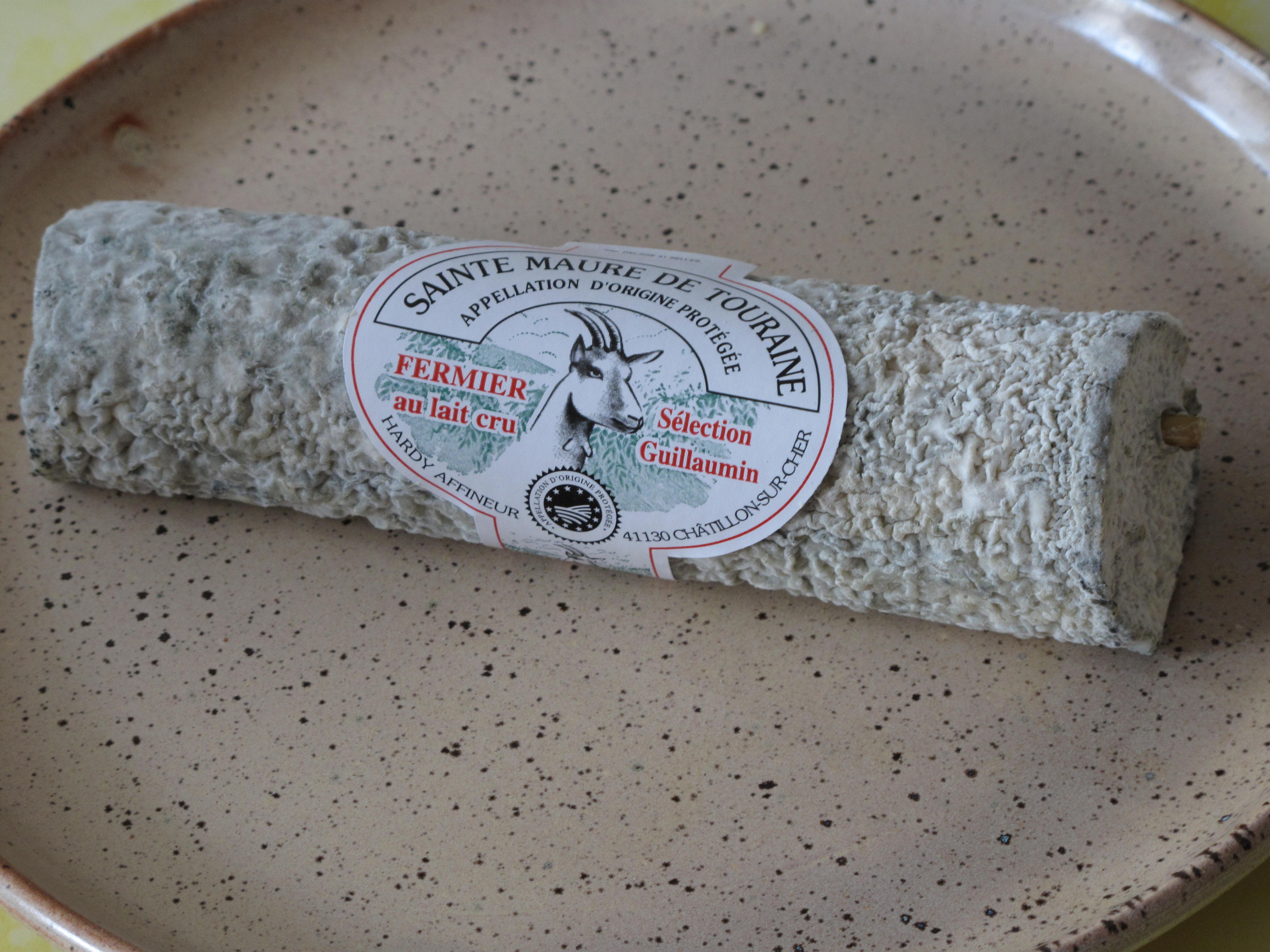
Сир в упаковці
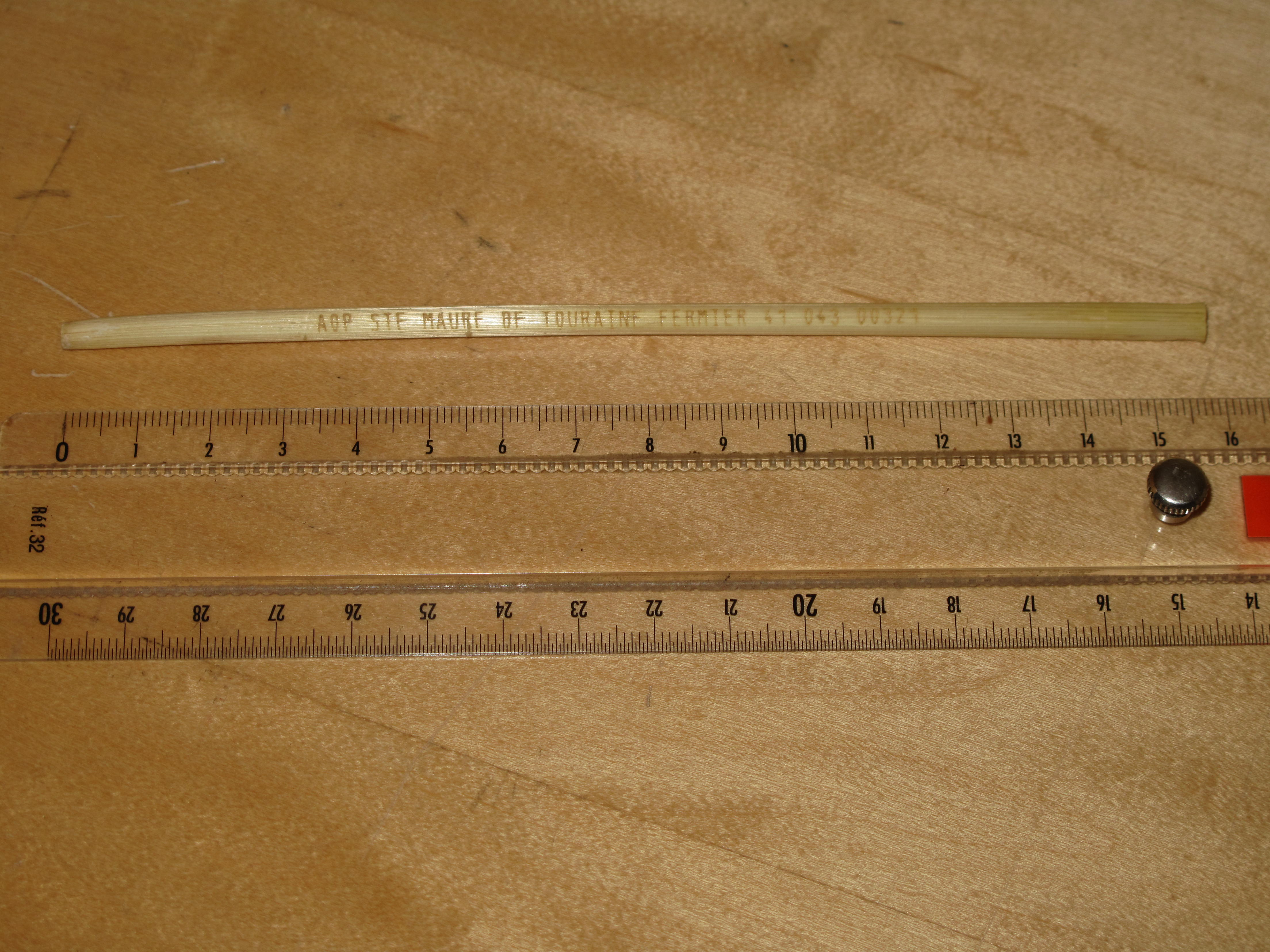
Соломинка із назвою виробника